# Nowa Tradycja
Festiwal Muzyki Folkowej Polskiego Radia „Nowa Tradycja” – jeden z najważniejszych polskich festiwali prezentujących muzykę folkową, organizowany od 1998. 

## Historia festiwalu
Festiwal organizowany jest corocznie od 1998 przez Radiowe Centrum Kultury Ludowej, odwołany był w 2020 oraz w 2023. W trakcie kilku dni odbywają się koncerty zagranicznych i polskich zespołów folk i world music a obok koncertów Gwiazd muzyki folk odbywa się też koncert Muzyka Źródeł, gdzie występują autentyczni wiejscy mistrzowie instrumentów i śpiewu ludowego. Podczas Festiwalu wręczany jest Folkowy Fonogram Roku. 
Najważniejszą częścią festiwalu jest Konkurs Muzyki Fokowej „Nowa Tradycja” dla wykonawców polskiej muzyki folk, inspirowanej polską muzyką ludową oraz polskich mniejszości narodowych. Celem konkursu jest aktywizowanie polskiego środowiska muzycznego i stworzenie platformy do wymiany artystycznej. Główną nagrodą jest Grand Prix, ufundowana przez Ministra Kultury i Dziedzictwa Narodowego. 
Przyznawane są też nagrody specjalne: im. Czesława Niemena, oraz radiowej Jedynki, Programu II Polskiego Radia oraz Czwórki. Osobną nagrodę wręcza Narodowy Instytut Fryderyka Chopina za interpretację mazurków. 
Od 2004 roku publiczność festiwalowa przyznaje i funduje niezależną nagrodę publiczności Burza Braw dla najlepszego wykonawcy/zespołu biorącego udział w konkursie Nowa Tradycja. Pomysł na zorganizowanie takiej nagrody powstał w gronie osób związanych z Listą Informacyjno-Dyskusyjną Muzykant.

## Konkurs Nowa Tradycja

### Laureaci Konkursu Nowa Tradycja i nagród publiczności
| Edycja | za rok | Grand Prix                                                | I nagroda                                    | II nagroda                                                      | III nagroda                                          | Złote Gęśle                                      | nagrody specjalne i dodatkowe | wyróżnienia | źródła |
| ------ | ------ | --------------------------------------------------------- | -------------------------------------------- | --------------------------------------------------------------- | ---------------------------------------------------- | ------------------------------------------------ | --- | --- | ------ |
| 25.    | 2024   | SUFERI                                                    | -                                            | Gary Gwadera                                                    | Magda Kuraś Quintet                                  | Gary Gwadera                                     | - Nagroda specjalna im. Czesława Niemena: Daj Ognia - Nagroda Programu II Polskiego Radia: Zvanai - Nagroda Programu I Polskiego Radia: HrayBery / ГрайБери - Nagroda NIFC: Sam Kowalski - Burza Braw: Napięcie                                                    | Daj Ognia | [ 7 ]  |
| 24.    | 2022   | Piotr Damasiewicz „Into The Roots”                        | -                                            | - Sekunda - Michalove                                           | Hajda Banda                                          | Paweł Szpura (Into The Roots)                    | - Nagroda specjalna im. Czesława Niemena: Piotr Damasiewicz - Nagroda Programu II Polskiego Radia: Sekunda - Nagroda Programu I Polskiego Radia: Michalove - Nagroda Radiowej Czwórki: Kadabra Dyskety Kusaje                                                      | Kosy | [ 8 ]  |
| 23.    | 2021   | Zawierucha                                                | Wernyhora                                    | Rube Świnie                                                     | Dance of Fire Quartet                                | Daria Butskaya z zespołu Pokrzyk                 | - Nagroda specjalna im. Czesława Niemena: Daria Kosiek - Nagroda Programu II Polskiego Radia: Wernyhora | Radical Polish Ansambl | [ 9 ]  |
| 22.    | 2019   | Lumpeks                                                   | KakofoNIKT & Chór Pogłosy                    | Trimagine                                                       | Krzikopa                                             | Michał Joniec z zespołu kakofoNIKT               | - Nagroda specjalna im. Czesława Niemena: Trimagine - Burza Braw: Kapela Karuzela | Swada | [ 10 ] |
| 21.    | 2018   | Vocal Varshe feat. Jacaszek                               | Polmuz                                       |                                                                 | ex aequo: - Kirszenbaum - Mehehe                     | Michał Jacaszek                                  | - Nagroda specjalna im. Czesława Niemena: Polmuz - Burza Braw: Do Dna | - Do Dna - Pioun | [ 11 ] |
| 20.    | 2017   | Grochocki Odorowicz                                       |                                              | Burónka                                                         | Niewte                                               | Przemysław Ficek z zespołu Skład Niearchaiczny   | Burza Braw: Burónka | - Kapela z Innej Struny - Mitomani | [ 12 ] |
| 19.    | 2016   | Gęsty Kożuch Kurzu                                        |                                              | InFidelis                                                       | Woźniak Wachowiak Kinaszewska                        | Wojciech Zaziąbło z zespołu Tryptyk              | - Nagroda Specjalna im. Czesława Niemena oraz sesja nagraniowa: Maniucha i Ksawery - Burza Braw: InFidelis | | [ 13 ] |
| 18.    | 2015   | Banda Nella Nebbia                                        |                                              | Bum Bum Orkestar                                                | ex aequo: - Odpoczno - Kapela Wałasi                 | Katarzyna Gacek-Duda z zespołu Królestwo Beskidu | - Nagroda Specjalna im. Czesława Niemena za wybitną osobowość artystyczną: Franciszek Szpilman – lider Banda Nella Nebbia - Nagroda dodatkowa (udział w Euro Radio Folk Festival EtnoKraków): Banda Nella Nebbia i Bum Bum Orkestar - Burza Braw: Bum Bum Orkestar | Wyróżnienia: Warszawska Orkiestra Sentymentalna, Zagan Acoustic, Kipikasza                                                                         | [ 14 ] |
| 17.    | 2014   | Trzy Dni Później                                          |                                              | Kapela Maliszów                                                 | Dzikie Jabłka                                        | Kacper Malisz                                    | - Nagroda specjalna im. Czesława Niemena - Hańba! - Burza Braw: Dzikie Jabłka | Wyróżnienia: Anashim, Ola Bilińska, Słowianoczki i Backspace                                                                                       | [ 15 ] |
| 16.    | 2013   | Cicha & Spółka                                            |                                              | ex aequo: - Lesja Folk - Meadow Quartet oraz Tomas Dobrovolskis | ex aequo: - Angela Gaber Trio - PKP Raducz           | Bart Pałyga                                      | Burza Braw: Cicha & Spółka | | [ 16 ] |
| 15.    | 2012   | Poszukiwacze Zaginionego Rulonu                           |                                              | Sutari                                                          | Tsigunz Fanfara Avantura                             | Atom String Quartet                              | - Nagroda specjalna (nagranie): Same Suki - Burza Braw: Sutari | | [ 17 ] |
| 14.    | 2011   | Agata Siemaszko                                           |                                              | ex aequo: - Babooshki - Sporysz Polska                          | ex aequo: - Vidlunnia - Melodia w Polsce             | Marcin Drabik (skrzypek)                         | - Nagroda specjalna im. Czesława Niemena: Agata Siemaszko i Kuba „Bobas” Wilk - Burza Braw: Widymo | - Wyróżnienia: Maria Guraievska Ethno Jazz Project i Irek Wojtczak – Projekt Region Ludź - Wyróżnienia honorowe: Widymo, Meadow Quartet i AfroFree |        |
| 13.    | 2010   | Wołosi i Lasoniowie                                       |                                              | ex aequo: - Otako - Chłopcy kontra Basia                        | ex aequo: - Słowianoczki - Kapela Wnuki              | Krzysztof Lasoń                                  | Burza Braw: Wołosi i Lasoniowie | Wyróżnienia: Pchełki, Nisza |        |
| 12.    | 2009   | FolkRoll i Nasta Niakrasava                               | Bubliczki Cashubian Klezmer Band             | Vistula Ballada                                                 | ex aequo: - Hoboud - Lechistan                       | Kuba Mielcarek                                   | - Nagroda im. Czesława Niemena: FolkRoll i Nasta Niakrasava - Burza Braw: Bubliczki Cashubian Klezmer Band | Wyróżnienia: Arkadiusz Kurzepa | [ 18 ] |
| 11.    | 2008   | Sounds of Times                                           | Adam Strug                                   | Gadająca Tykwa                                                  | ex aequo: - Marek Pasieczny Group, - Mosaic - Nazzar | Jolanta Kossakowska                              | - Nagroda Telewizji Polonia: Adam Strug - Burza Braw: Gadająca Tykwa | Wyróżnienie: Marta Rogalska z zespołu Pchełki |        |
| 10.    | 2007   | Karpatia; Maćko Korba; Niedźwiecki/Żak/Kierzkowski/Pulcyn | Maćko Korba                                  | Weronika Grozdew i Kapela do Szymanowskiego                     | Kapela Ziele                                         |                                                  | Burza Braw: Kapela Ziele | |        |
| 9.     | 2006   | Żywiołak oraz Kwadrofonik                                 | Klezmafour                                   | Čaći vorba                                                      | Psio Crew                                            |                                                  | Burza Braw: Kwadrofonik | |        |
| 8.     | 2005   |                                                           | Dautenis, Grzegorz Tomaszewski oraz Kołowrót | Klezzmates oraz Chojzes Klezmorim                               | Magda Lena i Zakute Łby                              |                                                  | Burza Braw: Grzegorz Tomaszewski | |        |
| 7.     | 2004   | Joanna Słowińska z zespołem                               | Wędrowiec                                    | Dla Róży                                                        |                                                      |                                                  | Burza Braw: Joanna Słowińska z Zespołem | |        |
| 6.     | 2003   | Odpust Zupełny                                            | Yerba Mater                                  |                                                                 |                                                      |                                                  | Nagroda specjalna: Nina Stiller | | [ 19 ] |
| 5.     | 2002   | Swoją Drogą                                               | Stilo                                        | Jarosław Adamów                                                 | Rybka i przyjaciele                                  |                                                  | | |        |
| 4.     | 2001   |                                                           | Ania z Zielonego Wzgórza                     | Tołhaje oraz Lautari Folk Band                                  | Baciarka oraz Sarakina                               |                                                  | | |        |
| 3.     | 2000   | Cracow Klezmer Band                                       | Stara Lipa                                   | Kapela Stefana Kozby                                            | Drewutnia                                            |                                                  | | |        |
| 2.     | 1999   | Muzykanci                                                 | Dikanda oraz Matragona                       | Poloki                                                          |                                                      |                                                  | Nagroda publiczności: Dikanda | |        |
| 1.     | 1998   |                                                           | Chudoba                                      | Się Gra                                                         | Kapela ze Wsi                                        |                                                  | - IV nagroda: Varsovia Manta - Nagroda publiczności: Kapela ze Wsi | | [ 20 ] |

### Jury
W historii imprezy w jury zasiadało wiele znaczących postaci polskiej sceny muzycznej oraz mediów, m.in.
- Muzycy i kompozytorzy: Jarosław Bester, Józef Broda, Maciej Filipczuk, Jacek Hałas, Zbigniew Namysłowski, Remigiusz Mazur-Hanaj, Czesław Niemen, Edward Pałłasz, Jan Pospieszalski, Marcin Pospieszalski, Maria Pomianowska, Maciej Rychły, Adam Strug, Maciej Szajkowski, Sylwia Świątkowska, Krzysztof Trebunia-Tutka, Wojciech Waglewski, Olo Walicki.
- Dziennikarze muzyczni: Maria Baliszewska, Kuba Borysiak, Tomasz Janas, Piotr Kędziorek, Sławomir Król, Włodzimierz Kleszcz, Małgorzata Małaszko-Stasiewicz, Wojciech Ossowski, Anna Szewczuk-Czech, Paweł Sztompke.

## Konkursy Folkowy Fonogram Roku i Fonogram Źródeł
Od 2002 roku podczas festiwalu „Nowa Tradycja” przyznawana jest nagroda za najlepsze płyty folkowe – Folkowy Fonogram Roku, a od 2008 przyznawana jest też nagroda Fonogram Źródeł za najlepszą płytę z autentyczną muzyką ludową. 

## Goście Festiwalu
Podczas Festiwalu na wieczorne koncerty zapraszane są gwiazdy muzyki etnicznej, folkowej i tradycyjnej. Są to zespoły i soliści z Europy, Azji a także najważniejsze polskie zespoły muzyczne grające muzykę etniczną oraz zwycięzcy poprzednich edycji Konkursu Nowa Tradycja. Do tej pory podczas Festiwalu wystąpiły zespoły: 
- 1998 - Irén Lovász(inne języki), zespół Makam
- 1999 - zespół Teka z Węgier, Sinikka Langeland(inne języki) i Annebjorg Lien(inne języki), Kapela ze Wsi Warszawa i Się Gra
- 2000 - kapela Ökros z Węgier, harfista Wannes Van de Velde(inne języki) z Niemiec, Kwartet Jorgi, Golec uOrkiestra, Muzykanci i Dikanda
- 2001 - zespół Trigon, harfista Tom Daun, Tomáš Kočko & Orchestr, Ilona Budai i zespół Janosiego, Orkiestra św. Mikołaja i Stara Lipa
- 2002 - Trebunie-Tutki, La Musgana(inne języki), Besh o droM(inne języki), The Cracow Klezmer Band
- 2003 - Swoją Drogą, Kapela Weselna Orfeusz z Bułgarii, Urna Chahar Tugchi(inne języki) z Mongolii, Tükrös z Węgier
- 2004 - Kati Szvorak z zespołem, Z. Wajciuszkiewicz i WZ-Orkiestra, Projekt Joszko Brody, Odpust Zupełny
- 2005 - Trio Teodosija Spassowa(inne języki) z Bułgarii, śpiewaczka Mitsou z zespołem z Węgier, Bruvoll(inne języki) & Halvorsen(inne języki) z Norwegii, Joanna Słowińska z zespołem
- 2006 - Zuzana Lapčikova i zespół z Czech, Márta Sebestyén i Muzsikás oraz Jenö Janda z Węgier, zespół Yar z Białorusi, Orkiestra św. Mikołaja i Kapela Romana Kumłyka „Czeremosz”, Grzegorz Tomaszewski i Michał Kulenty[21]
- 2007 - brak informacji
- 2008 - Andrew Cronshaw(inne języki), trio Jacky Molard(inne języki), Patrick Molard(inne języki) ,Jean-Michel Veillon(inne języki), śpiewaczka fado Dona Rosa z zespołem,
- 2009 - Sounds of Time, Adam Strug i przyjaciele, chór z Gruzji Urmuli, śpiewaczka Oana Cătălina Chiţu z Rumunii
- 2010 - Nastia Niakrasava i zespół Folkroll, Matthias Loibner(inne języki) z Austrii, Maćko Korba, Pekko Kappi(inne języki) i Czessband, Mara Aranda(inne języki) i zespół Solatge z Hiszpanii
- 2011 - Janusz Prusinowski Trio, Wołosi i Lasoniowie, Čači Vorba, Elena Ledda(inne języki) z Sardynii
- 2012 - Čači Vorba, Się Gra i Jarosław Adamów, Mostar Sevdah Reunion(inne języki) z Bośni, Trio Lopez Petrakis Chemirani & Maria Simoglou (Grecja, Hiszpania, Iran), Agata Siemaszko, Kwadrofonik, Mazovian Quintet, Muzykanci, Swoją Drogą
- 2013 - Adam Strug, Cuncordu e Tenore de Orosei(inne języki) z Włoch, Kapela ze Wsi Warszawa, Poszukiwacze Zaginionego Rulonu, Houria Aïchi(inne języki) i L’Hijâz' Car (Algieria/Francja)
- 2014 - turecka śpiewaczka Çiğdem Aslan(inne języki) z zespołem, Karolina Cicha & Spółka oraz Bart Pałyga, Kayhan Kalhor(inne języki) i Erdal Erzincan(inne języki) (Iran, Turcja)
- 2015 - Trzy Dni Później, Vołosi, Maria Mazzotta(inne języki) & Redi Haza (Włochy/Albania), Kassé Mady Diabaté z Mali
- 2016 - Kwadrofonik & Adam Strug, Banda Nella Nebbia, Debashish Bhattacharya(inne języki) z Indii, Warszawska Orkiestra Sentymentalna
- 2017 - Carla Pires(inne języki) z Portugalii, Trio Chemirani(inne języki) z Iranu, Bester Quartet, Kożuch, Raphael Rogiński & Genowefa Lenarcik
- 2018 - Dimitris Mystakidis, 3MA(inne języki) (Ballaké Sissoko(inne języki), Driss El Maloumi(inne języki), Rajery), Janusz Prusinowski Kompania, Kapela Maliszów
- 2024 - Piotr Damasiewicz(inne języki) „Into The Roots”, Raphael Rogiński, Odpoczno, Łukasz Ojdana feat. DREVO & Mariia Ojdana: Wędrujący Ptak, NAP: Lena Nowak – Ahmad Al-Khatib – Wojciech Pulcyn, SenJawaZabawa, Tautumeitas[22]